# Broad Street (Filadelfia)

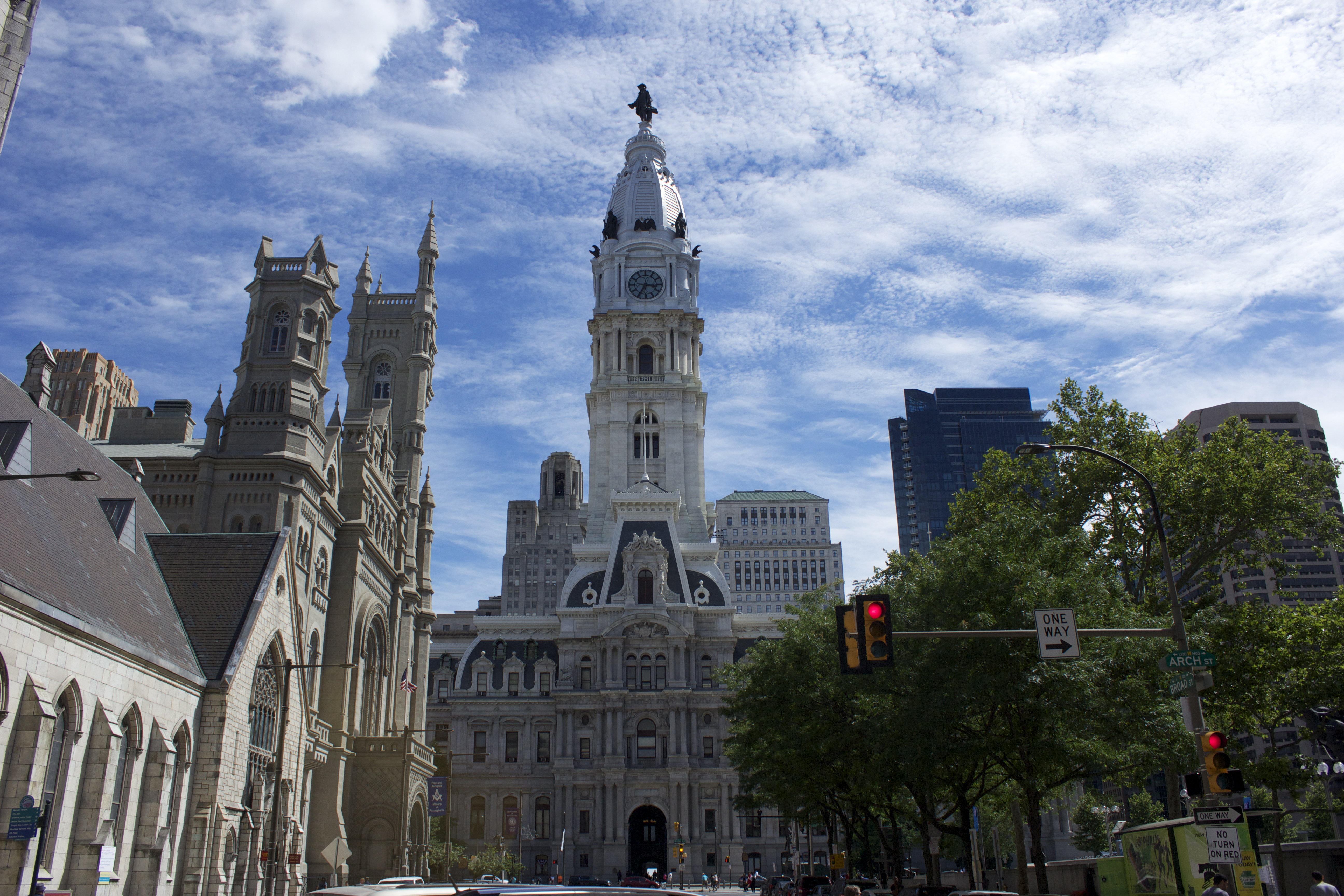
El Ayuntamiento y el templo masónico de Filadelfia.

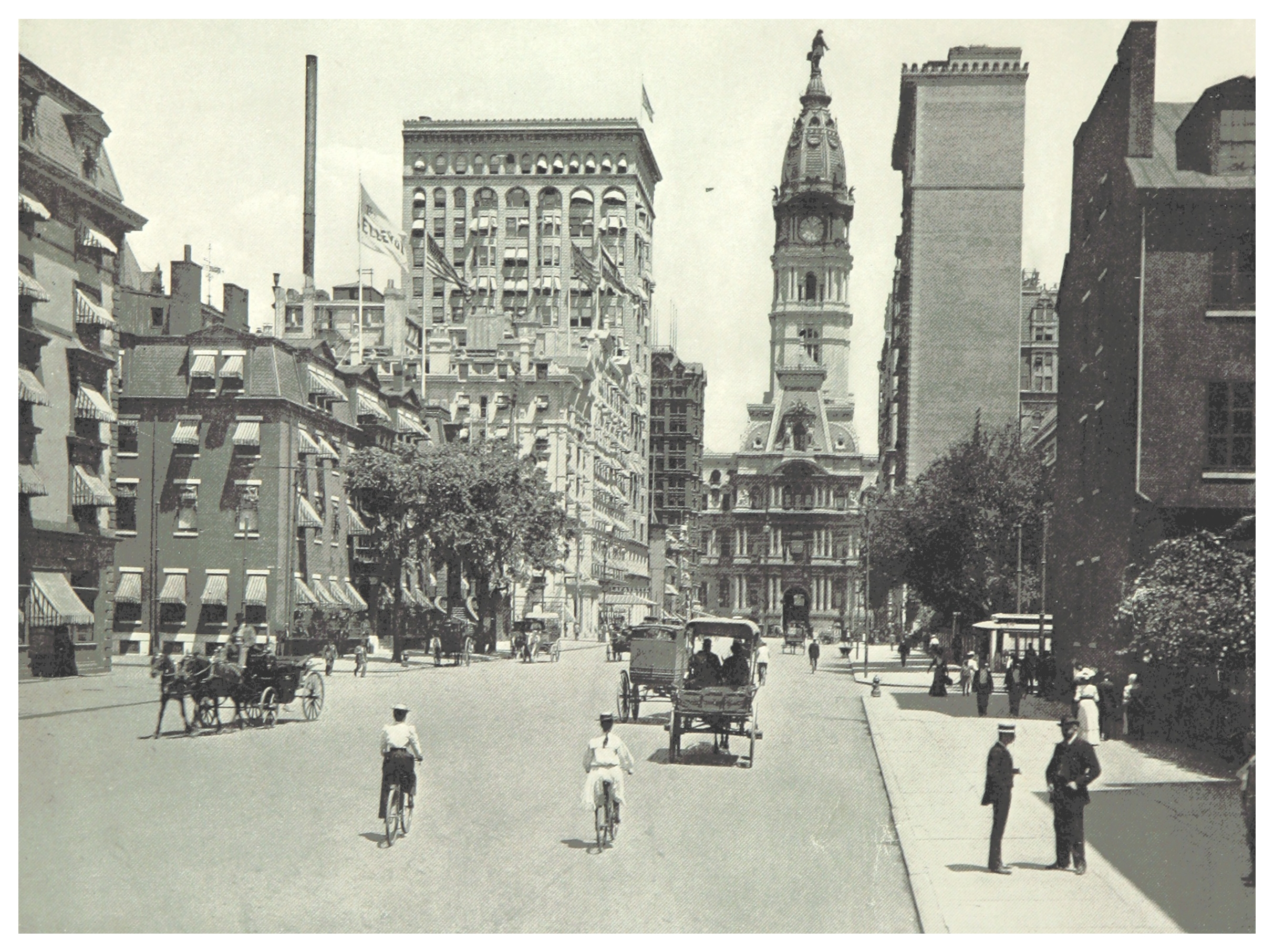
South Broad Street, mirando hacia el Ayuntamiento (ca. 1895).

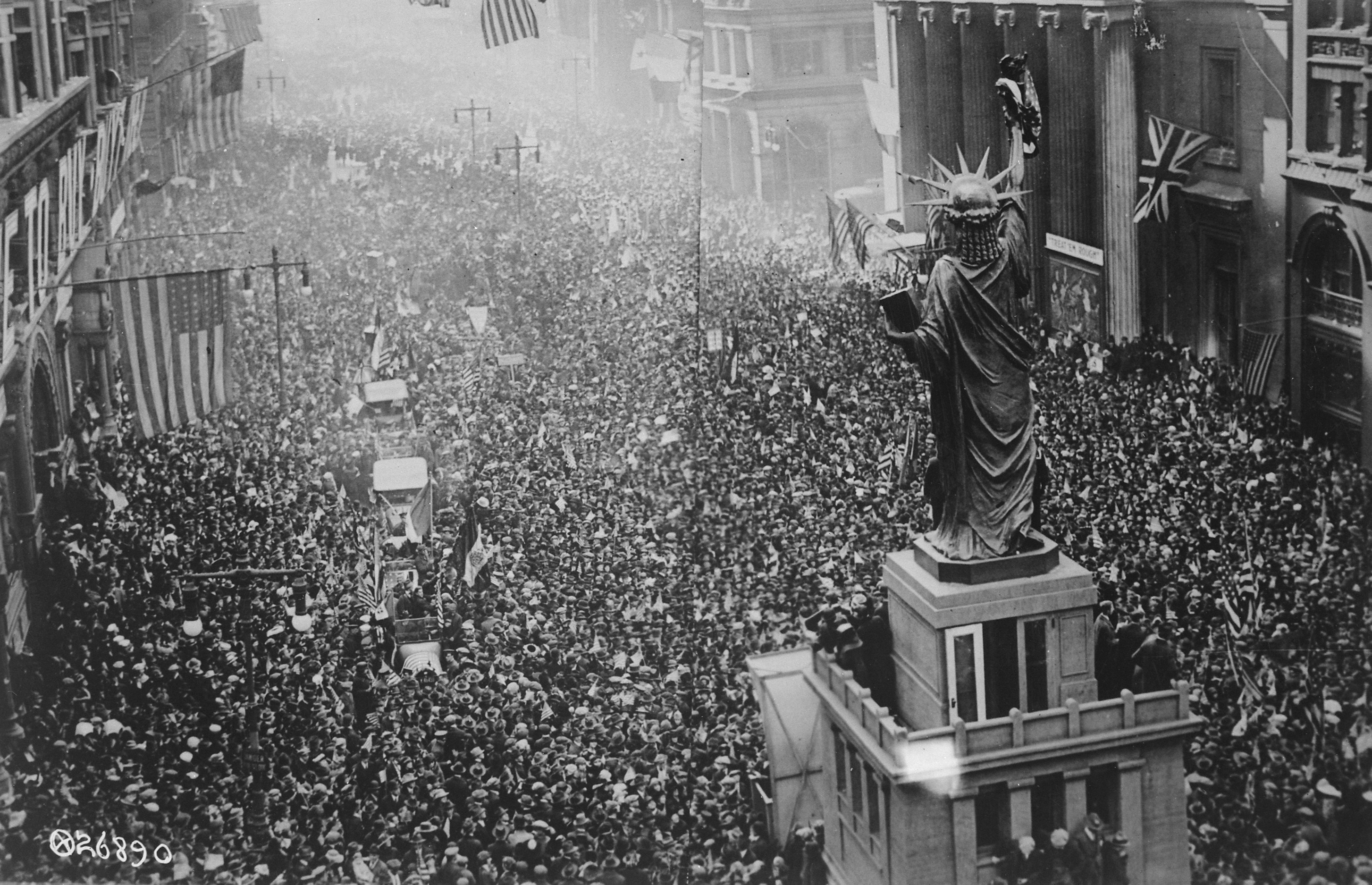
El día del armisticio de 1918 en Broad Street.

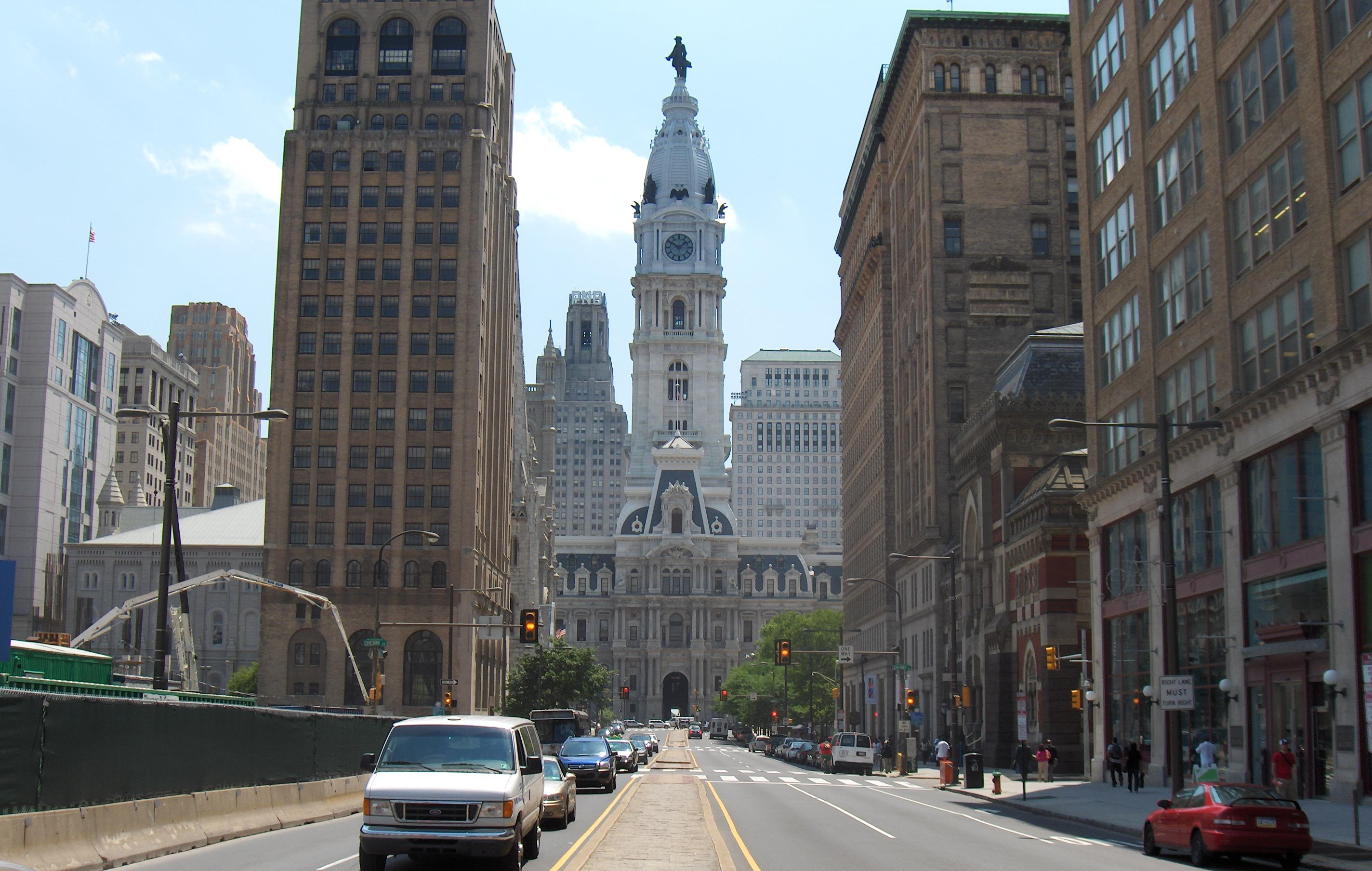
North Broad Street, mirando hacia el Ayuntamiento.

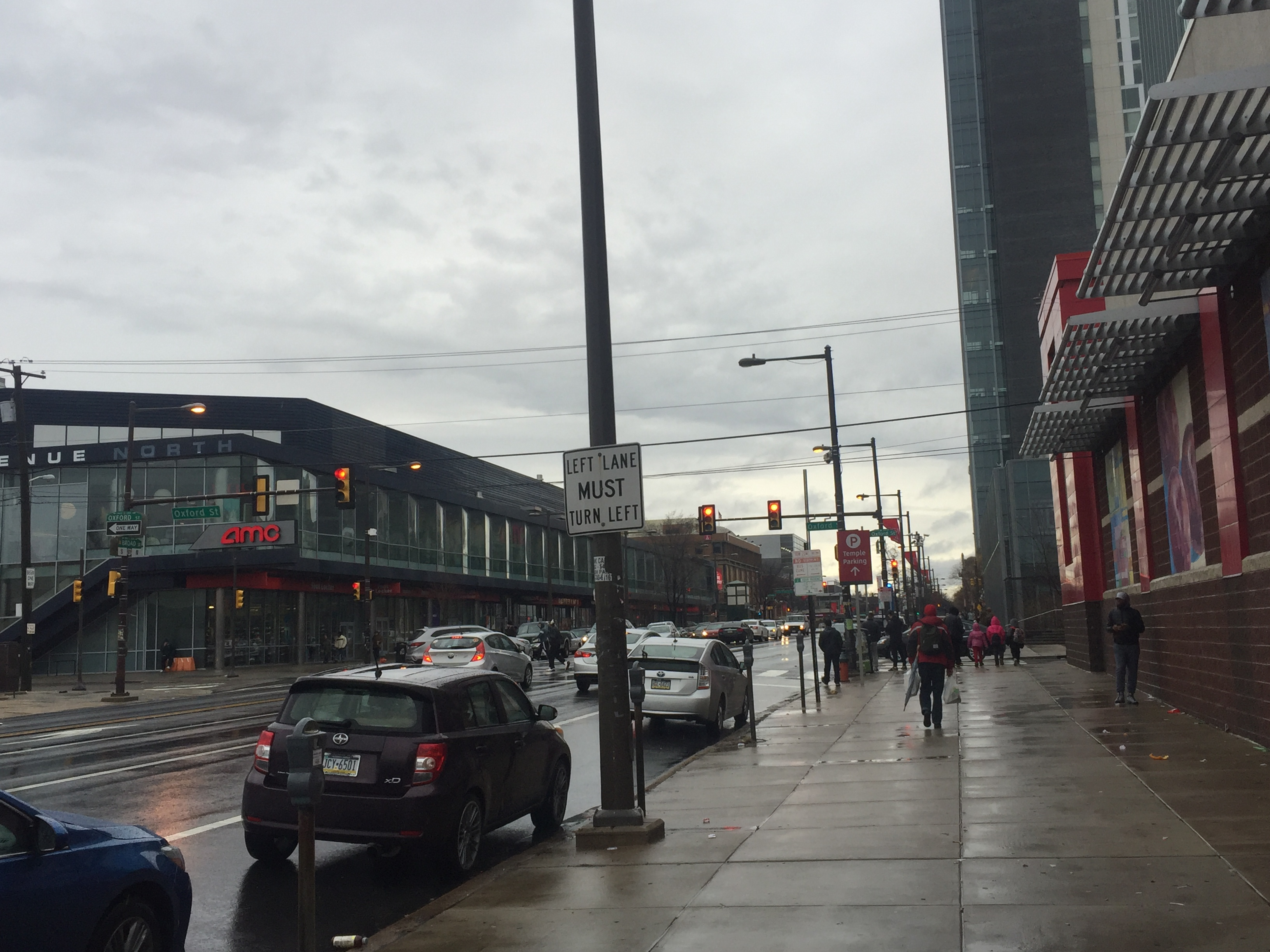
Broad Street en el barrio Cecil B. Moore, cerca de la Universidad del Temple.

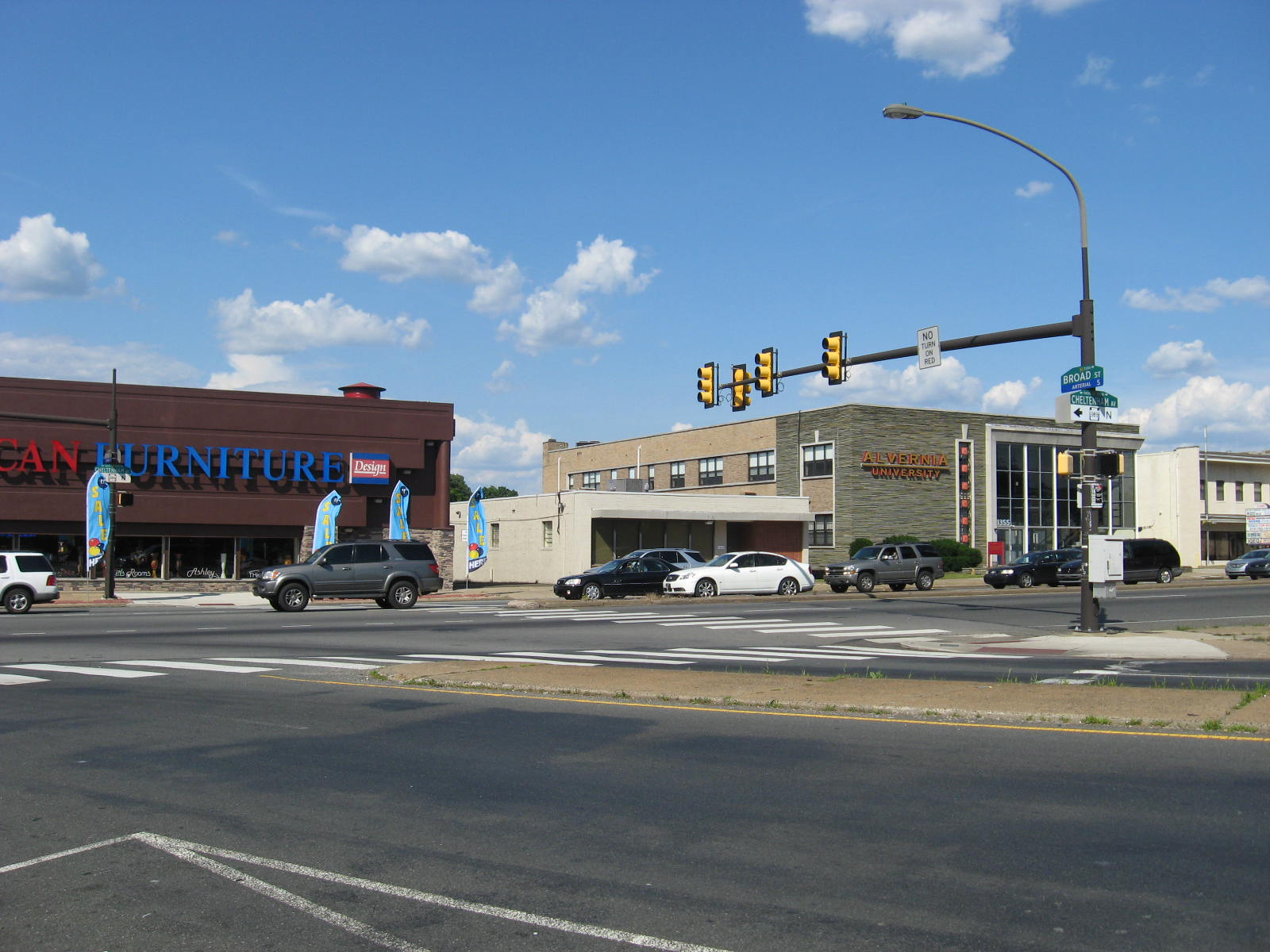
El extremo norte de Broad Street, en la frontera entre Filadelfia y el municipio de Cheltenham.

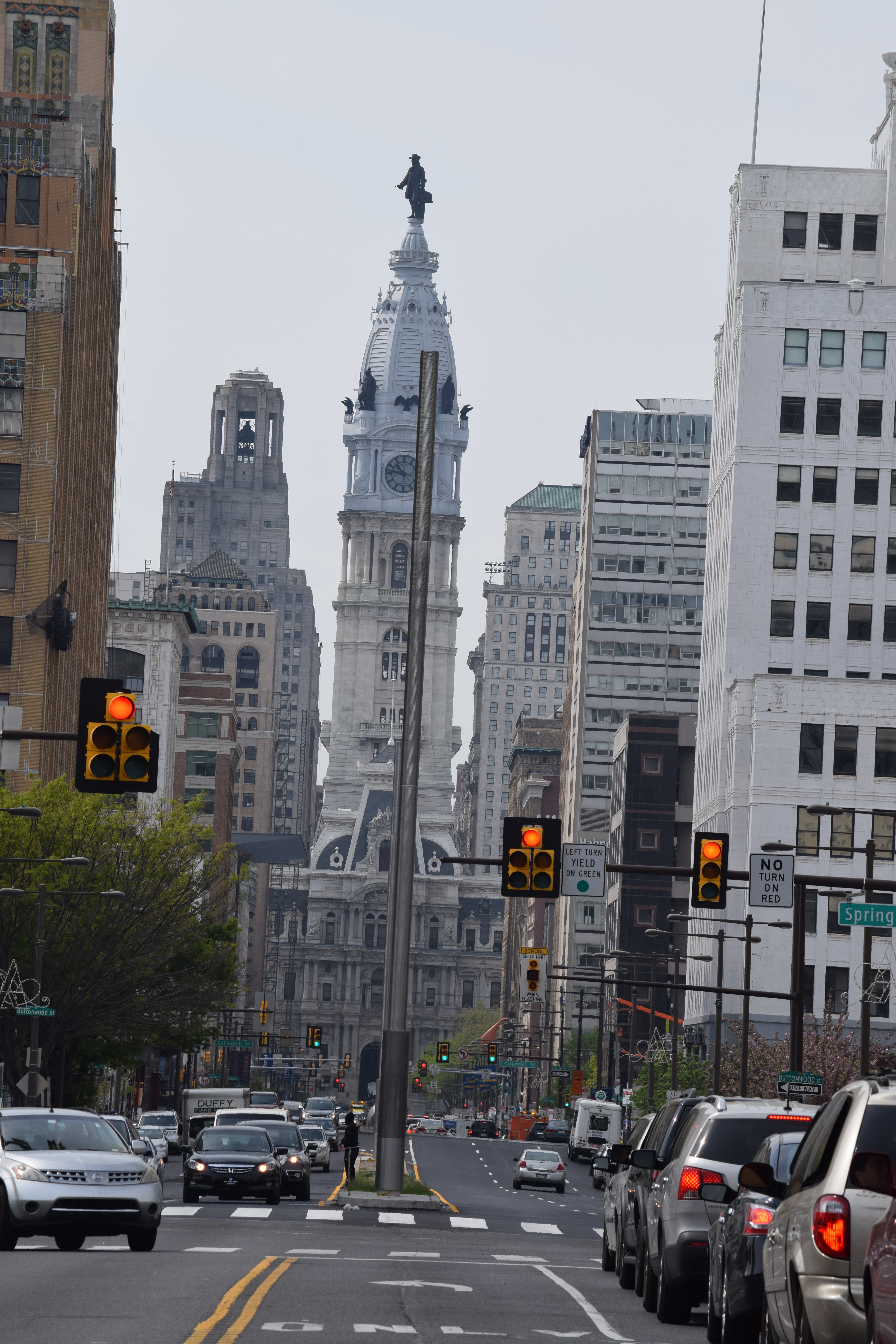
El Ayuntamiento visto desde North Broad Street, mostrando las nuevas farolas.

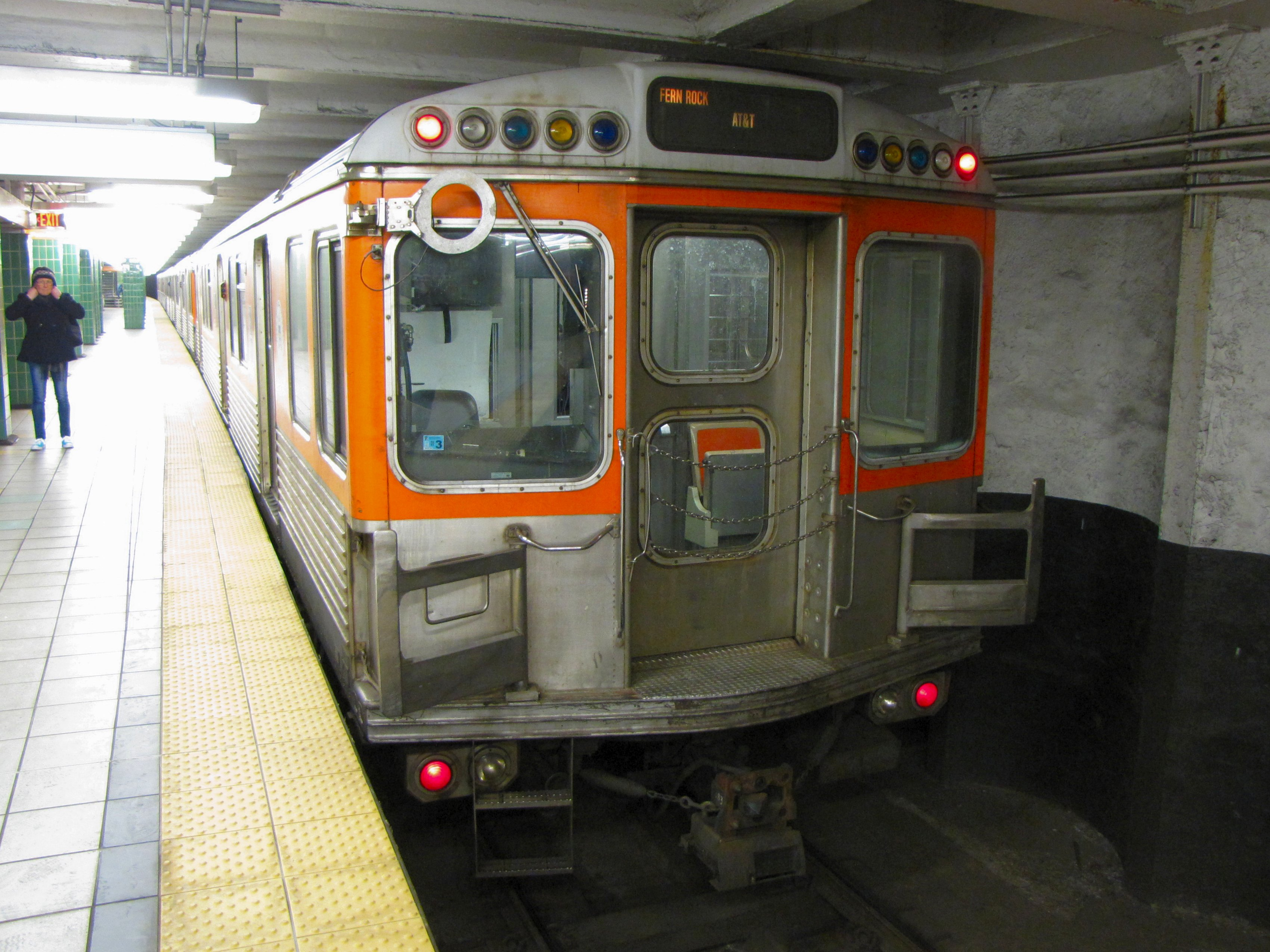
La línea de Broad Street del Metro de Filadelfia discurre a lo largo de gran parte de Broad Street.

Broad Street (literalmente, «calle ancha») es una importante arteria de Filadelfia, Pensilvania, Estados Unidos. Con una longitud de unos 20 km, empieza en la intersección con Cheltenham Avenue en el límite entre el municipio de Cheltenham y los barrios de West Oak Lane y East Oak Lane del norte de Filadelfia y termina en el Astillero Naval de Filadelfia en el sur de Filadelfia. Forma parte de la Pennsylvania Route 611 a lo largo de toda su longitud, salvo en su parte septentrional, entre la histórica Old York Road y la Pennsylvania Route 309 (Cheltenham Avenue), y en su parte meridional, al sur de la Interestatal 95.
Broad Street discurre de norte a sur, entre las calles 13 y 15, en el lugar que correspondería a la calle 14 en el plan hipodámico de Filadelfia. Está interrumpida por el Ayuntamiento de Filadelfia, que se encuentra en el lugar donde se cruzarían Broad Street y Market Street, en el centro de la ciudad. Aquí, Penn Square, Juniper Street, el John F. Kennedy Boulevard y la calle 15 forman una rotonda alrededor del Ayuntamiento. Al norte de esta rotonda, la calle recibe el nombre de Broad Street North y al sur, el de Broad Street South. Broad Street fue una de las primeras calles planificadas de los Estados Unidos, y está incluida en el Registro Nacional de Lugares Históricos como una calle continua norte-sur planificada por el topógrafo Thomas Holme en 1681.
Broad Street está servida por muchas rutas de transporte público, incluida la línea de Broad Street del Metro de Filadelfia y varias rutas de autobús urbano del SEPTA.

## Historia
Broad Street ha atravesado varios cambios desde sus inicios en la época colonial. Thomas Holme presentó el primer plano urbanístico de la ciudad a William Penn en 1687. Holme diseñó la calle con una anchura de unos 30 m y 21 km de longitud, y propuso que estuviera interrumpida por una plaza central. Penn pretendía que esta plaza albergara en algún momento el Ayuntamiento de Filadelfia. Durante la Revolución estadounidense, a menudo se asentaban en la calle las tropas que entraban y salían de la ciudad. A medida que creció la población de la ciudad, Broad Street se amplió hacia el norte hasta Vine Street y hacia el sur hasta Dickinson Street, alcanzando posteriormente la orilla del río Delaware, donde se encuentra el actual Astillero Naval de Filadelfia. Sigue siendo la calle recta más larga de Filadelfia y uno de los bulevares urbanos más largos de los Estados Unidos.
Durante los primeros años del siglo xix, Broad Street albergaba a muchos residentes acaudalados, especialmente en los alrededores de Rittenhouse Square; sus casas estaban diseñadas en los estilos victoriano y gótico. South Broad Street se convirtió en el centro de las bellas artes con la fundación de la Academia de Música en 1857. En esa misma época, también se construyó un templo masónico, la Academia de Bellas Artes de Pensilvania y el Adelphi Theater, y aumentó el número de bancos y oficinas en el centro de la ciudad, así como el de rascacielos. En el tramo de la calle que atraviesa el Spring Garden se encontraba la sede de Baldwin Locomotive Works, fundada por Matthias Baldwin en 1825. La empresa de Baldwin era uno de los mayores productores de locomotoras de vapor antes de la transición a las locomotoras de diésel. El cambio más importante en Broad Street se produjo con la construcción del Ayuntamiento en la intersección con Market Street. Con el progreso de la Revolución Industrial, Filadelfia se convirtió en un importante centro del comercio. El auge del transporte provocó la construcción de la estación de Broad Street en 1881. La vida social dominaba la calle durante la segunda mitad del siglo xix. Elaborados hoteles como el Divine Lorraine y el Majestic eran centros de la vida nocturna. Con más de diez plantas de altura, el Lorraine era uno de los edificios más altos de Filadelfia. Clubes privados como el Columbia y el Mercantile eran populares durante la Gilded Age.
A principios del siglo xx, Broad Street se transformó de un bullicioso bulevar a un foco de la cultura, la música y el arte. El 1 de enero de 1901 se realizó el primer Mummers Parade, que se ha convertido en uno de los emblemas de la cultura de Filadelfia. El jazz y el góspel ganaron popularidad debido principalmente a la Gran Migración de principios del siglo. Uno de los lugares más relevantes del jazz y el blues era el Uptown Theater, construido en 1927. En la década de 1950 las zonas residenciales de Broad Street habían sido sustituidas con rascacielos y el recientemente construido Penn Center. Desde la década de 1970 la calle ha sido objeto de varias renovaciones. Con 100 millones de dólares de fondos públicos, Broad Street ha recibido una nueva iluminación y mobiliario urbano, se han restaurado teatros y se han instalado nuevos restaurantes y cafeterías. Las farolas han sido renovadas, así como el pavimento de las aceras y las entradas del metro. En 2015 el alcalde de Filadelfia, Michael Nutter, presentó un proyecto de 8.7 millones de dólares para iluminar North Broad Street con cuarenta y una farolas de acero inoxidable.

## Cultura
Broad Street alberga varios lugares de interés cultural de Filadelfia. Durante la administración del alcalde Ed Rendell, el tramo de Broad Street comprendido entre Spruce Street y Market Street recibió el nombre de Avenue of the Arts («Avenida de las Artes»). En este tramo se encuentran galerías de arte, la Academia de Música y el Kimmel Center. Al norte del Ayuntamiento está la Academia de Bellas Artes de Pensilvania.
Cerca del extremo sur de Broad Street se encuentra el complejo deportivo del sur de Filadelfia, que incluye el Citizens Bank Park, el Lincoln Financial Field y el Wells Fargo Center. También se encontraban en esta zona las siguientes instalaciones deportivas demolidas: el John F. Kennedy Stadium, The Spectrum y el Veterans Stadium. Como resultado, los Philadelphia Flyers, que juegan en el Wells Fargo Center, reciben el apodo de Broad Street bullies. Al sur del complejo deportivo y de los enlaces con la Interestatal 76 y la Interestatal 95, Broad Street finaliza en el antiguo Astillero Naval de Filadelfia.
Las antiguas oficinas de los periódicos The Philadelphia Inquirer y del Philadelphia Daily News se encuentran en Broad Street, justo al norte del Ayuntamiento, y el antiguo Pennsylvania State Building está en la intersección con Spring Garden Street. Más recientemente, la sede del distrito escolar de Filadelfia se trasladó entre estos dos edificios. También se encuentra en North Broad Street, en la intersección con Fairmount Avenue, el histórico Divine Lorraine Hotel. Más al norte, Broad Street atraviesa el campus de la Universidad del Temple, dentro del cual se encuentra el centro de artes escénicas, fundado en 1891. Un antiguo templo bautista se ha convertido actualmente en una parte fundamental de la Avenue of the Arts.
En la intersección de Broad Street con Clearfield Street, en el norte de Filadelfia, está la ubicación exacta del paralelo 40° norte. En la esquina de Broad Street con West Glenwood Avenue se encuentra el antiguo gimnasio personal del boxeador de peso pesado Joe Frazier, que vivió encima del gimnasio durante varios años. Actualmente ha sido transformado en una tienda de muebles.

## Tradiciones y costumbres
Broad Street forma parte habitualmente de la ruta de los desfiles de campeonatos deportivos de Filadelfia, más recientemente por la victoria de los Eagles en la Super Bowl LII. Durante el desfile por la victoria de los Phillies en la Serie Mundial de 2008, unos dos millones de personas se reunieron en Broad Street. La mayor concentración de personas para un desfile deportivo fue por los Flyers en 1974, más de dos millones.
Broad Street, una de las calles más ajetreadas del país, se cierra cada año para la celebración de la Broad Street Run de 10 millas (16 km). La carrera pasa junto a algunos de los monumentos más famosos de Filadelfia y tiene de media unos treinta y cinco mil participantes cada año. Además, la sección de Broad Street desde cerca de Oregon Avenue (Marconi Plaza) hasta el Ayuntamiento, en el sur y el centro de Filadelfia, es el lugar tradicional de celebración del Mummers Parade cada día de Año Nuevo.

## Transporte público
El transporte público a lo largo de Broad Street incluye la línea de Broad Street del Metro de Filadelfia, que tuvo una media de unos 137 000 pasajeros por día laborable en 2010 y discurre por debajo de Broad Street durante la mayor parte de su recorrido. La línea empieza en el Fern Rock Transportation Center, en el barrio de Fern Rock del norte de Filadelfia, y empieza a seguir el recorrido de Broad Street en el Olney Transportation Center, dirigiéndose hacia el sur y pasando por el centro de Filadelfia hasta llegar a la estación NRG en Pattison Avenue, en el sur de Filadelfia. Varias rutas de autobús urbano del SEPTA discurren a lo largo de Broad Street: las rutas 4 y 16 recorren la calle durante la mayor parte de sus respectivos recorridos. La ruta 4 sigue Broad Street hacia el norte desde Pattison Avenue en el sur de Filadelfia hasta Rising Sun Avenue en el norte de Filadelfia, donde se desvía hacia el este para dirigirse hacia el Fern Rock Transportation Center. La ruta 16 sigue Broad Street hacia el norte desde el Ayuntamiento hasta Cheltenham Avenue, donde gira hacia el oeste hacia el Cheltenham-Ogontz Bus Loop.

## Otros nombres
- Avenue of the Arts (desde Glenwood Avenue hasta Washington Avenue). Esta sección de Broad Street contiene muchos teatros y salas de conciertos, incluida la Academia de Música, el Kimmel Center, el Merriam Theater, el Wilma Theater, el Gershman Hall de la Universidad de las Artes y el Suzanne Roberts Theater. A lo largo de este tramo, las farolas de la calle tienen letreros «AA», que es una abreviatura de Avenue of the Arts.
- Avenue of the States (desde Washington Avenue hasta Oregon Avenue). A lo largo de esta sección de Broad Street ondean las banderas de los cincuenta estados de los Estados Unidos.
- Southern Boulevard Parkway (desde Oregon Avenue hacia el sur hasta Pattison Avenue y la entrada del Astillero Naval de Filadelfia, conectando Marconi Plaza con el Franklin Delano Roosevelt Park), un diseño paisajístico de Olmsted Brothers de 1904-1916 utilizado como la arteria central de la Exposición Internacional del Sesquicentenario de 1926, que conmemoraba el 150.º aniversario de la firma de la Declaración de Independencia de los Estados Unidos.
- C. A. Tindley Boulevard (desde South Street hasta Washington Avenue), dedicado a Charles A. Tindley, el padre de la música góspel. La Tindley Temple United Methodist Church era su hogar, en la esquina de Broad Street con Fitzwater Street.
- Georgie Woods Boulevard (desde Diamond Street hasta York Street).[15]
- Era parte de la Pennsylvania Route 291, desde Moyamensing Avenue hasta el Ayuntamiento.